# Greta Kavaliauskaitė
Greta Kavaliauskaitė (* 29. Juni 1993) ist eine litauische Handballspielerin, die für die litauische Nationalmannschaft aufläuft.

## Karriere

### Im Verein
Kavaliauskaitė begann im Alter von elf Jahren in ihrer Heimatstadt Druskininkai mit dem Basketballspielen und wechselte später zum Handball. Im Alter von 18 Jahren wechselte die Rückraumspielerin nach Vilnius und spielte beim Erstligisten Vilniaus kolegija. Ab dem Jahr 2015 stand die Rechtshänderin beim isländischen Erstligisten ÍBV Vestmannaeyja unter Vertrag, mit dem sie am EHF Challenge Cup 2015/16 teilnahm. Mit ÍBV Vestmannaeyja stand sie im Jahr 2019 im Halbfinale um die isländische Meisterschaft.
Kavaliauskaitė schloss sich im Sommer 2019 dem deutschen Zweitligisten SG 09 Kirchhof an. Mit Kirchhof trat sie zwei Jahre später den Gang in die Drittklassigkeit an. Im Oktober 2022 wurde bei ihr Lymphdrüsenkrebs festgestellt. Nach einer erfolgreichen Krebstherapie gab sie im Dezember 2023 ihr Comeback in der ersten Damenmannschaft, die zwischenzeitlich in die 2. Bundesliga zurückgekehrt war. Nach der Saison 2023/24 legte sie eine Pause ein.

### In Auswahlmannschaften
Kavaliauskaitė wurde im Alter von 19 Jahre Nationalspielerin ihres Landes. Während ihrer Zeit in der Nationalmannschaft konnte sie sich bislang weder für die Weltmeisterschaft noch für die Europameisterschaft qualifizieren.